# Vasconcellea badilloi
Vasconcellea badilloi es una especie de planta vascular de la familia Caricaceae. Se diferencia de otras especies del mismo género por sus frutos de color naranja amarillento hasta rosa; y sus hojas no pubescentes.

## Descripción
Se trata de un árbol dioico de hasta 6 metros de altura. Co un tronco de color marrón claro, cubierto con cicatrices de hojas de estípulas ausentes. Produce látex de color blanco. Las hojas tienen textura dura, palmadas, alternas y pobladas en el tope del árbol. El pecíolo puede tener hasta 75 cm de longitud. De 5 a 7 lóbulos por hoja, glabra y de color verde brillante por encima, verde claro por debajo.
Inflorescencia femenina axilar cimosa. Flores femeninas pentámeras. Sépalos triangulares de color verde. Pétalos de color verde amarillento por fuera, verde por dentro. Sépalos y pétalos alternados. Ovario superior de 5 lóculos; 5 estigmas. Inflorescencia masculina no descrita.
Fruto es una baya ovoide, de color naranja amarillento a rosa, con la base redondeada a emarginada, ápice agudo. Semillas marrón oscuras, elipsoidales, esclerotesta con protuberancias cónicas, cada semilla rodeada por un arilo; semillas agrupadas en grupos de 5 y rodeadas por una pulpa amarillenta de fuerte aroma.

### Etimología
Esta planta ha sido nombrada en honor a Víctor M. Badillo por sus contribuciones pioneras en el entendimiento de las Caricáceas en Sudamérica.

## Distribución y hábitat
La especie está presente desde Pomacochas y alrededor de Quinjalca (provincia de Chachapoyas) en la región de Amazonas, Perú. Habita en bosques húmedos montañosos y premontañosos entre 1300 y 3200 m s. n. m.